# ホッホシュパイヤー
ホッホシュパイヤー (独: Hochspeyer)はドイツ連邦共和国 ラインラント＝プファルツ州カイザースラウテルン郡にある町村。ホッホシュパイヤー連合自治体 (独: Verbandsgemeinde Hochspeyer) の行政庁所在地である。
プファルツの森、カイザースラウテルンの東約10kmに位置する。